# Темиров, Ленур Серверович
Темиров Ленур Серверович (род. 1 января 1990, Алмалык, Узбекская ССР) — украинский борец классического стиля. Участник летних Олимпийских игр 2012 в Лондоне и 2020 года в Токио, бронзовый призёр чемпионата мира 2018 года, бронзовый призёр чемпионата Европы 2019 года, многократный победитель и призёр чемпионатов Украины. Мастер спорта Украины международного класса. По происхождению — крымский татарин.

## Биография
Родился в Узбекской ССР, в начале 1990-х годов вернулся вместе с родителями в Крым. Борьбой начал заниматься по примеру старшего брата в возрасте 6 лет в спортивной школе села Солнечная Долина под руководством братьев Салиевых. В возрасте 10 лет одержал победу на соревнованиях своей возрастной группы в Запорожье, а в 14 лет выполнил норматив кандидата в мастера спорта, который трижды подтверждал. На первенстве Украины по греко-римской борьбе среди младших юношей в Котовске занял первое место в весовой категории до 35 кг. Норматив мастера спорта выполнил в 16 лет на чемпионате Украины в Виннице. Участвовал и побеждал на международных турнирах в Белоруссии, Польше и Венгрии.
В 2006 году занял пятое место на Чемпионате Европы среди кадетов в Турции, а в следующем году завоевал бронзу на том же турнире в Варшаве. Неоднократно побеждал на внутренних молодёжных соревнованиях. В 2010 году завоевал «серебро» на юниорском первенстве Европы по спортивной борьбе в болгарском Смокове и «золото» чемпионата Украины, а на взрослом чемпионате мира в Москве занял 7-е место.
В 2012 году Ленур Темиров представлял сборную Украины на Олимпийских играх в Лондоне, соревнуясь в весовой категории до 60 кг. В квалификационном раунде он уступил Алмату Кебиспаеву из Казахстана со счетом 0-3PP и прекратил дальнейшие выступления.
После аннексии Крыма к Российской Федерацией в 2014 году долгое время не мог выбрать, какую же страну будет представлять в будущем. 22-23 мая 2014 года принял участие в прошедшем в Запорожье чемпионате Украины по греко-римской борьбе, получив бронзу в весовой категории до 66 кг
Позже стал представлять исключительно Россию. Принял участие в чемпионате России по борьбе 2016 года. В 2017 году занял пятое место на чемпионате России и был вызван в сборную. В дальнейшем вновь решил представлять Украину и на чемпионате мира 2018 года в Будапеште завоевал бронзу в категории до 63 кг составе украинской сборной. В апреле 2019 года в Бухаресте стал бронзовым призёром чемпионата Европы в категории до 60 кг. В феврале 2020 года на чемпионате континента в итальянской столице, в весовой категории до 63 кг Ленур в схватке за бронзовую медаль поборол спортсмена из Норвегии Стига Андре Берге и завоевал очередную свою бронзовую медаль европейского первенства.
Окончил Таврический национальный университет имени В. И. Вернадского.

## Достижения
- Мастер спорта Украины международного класса
- Чемпион Украины (3): 2010, 2011, 2013
- Бронзовый призёр чемпионата Украины «'(2)»': 2012, 2014
- Серебряный призёр молодёжного чемпионата Европы (1): 2010
- Бронзовый призёр молодёжного чемпионата мира (1): 2010
- Бронзовый призёр чемпионата Европы среди кадетов (1): 2007
- Бронзовый призёр чемпионата мира (1): 2018